# Gary Crosby (Musiker)

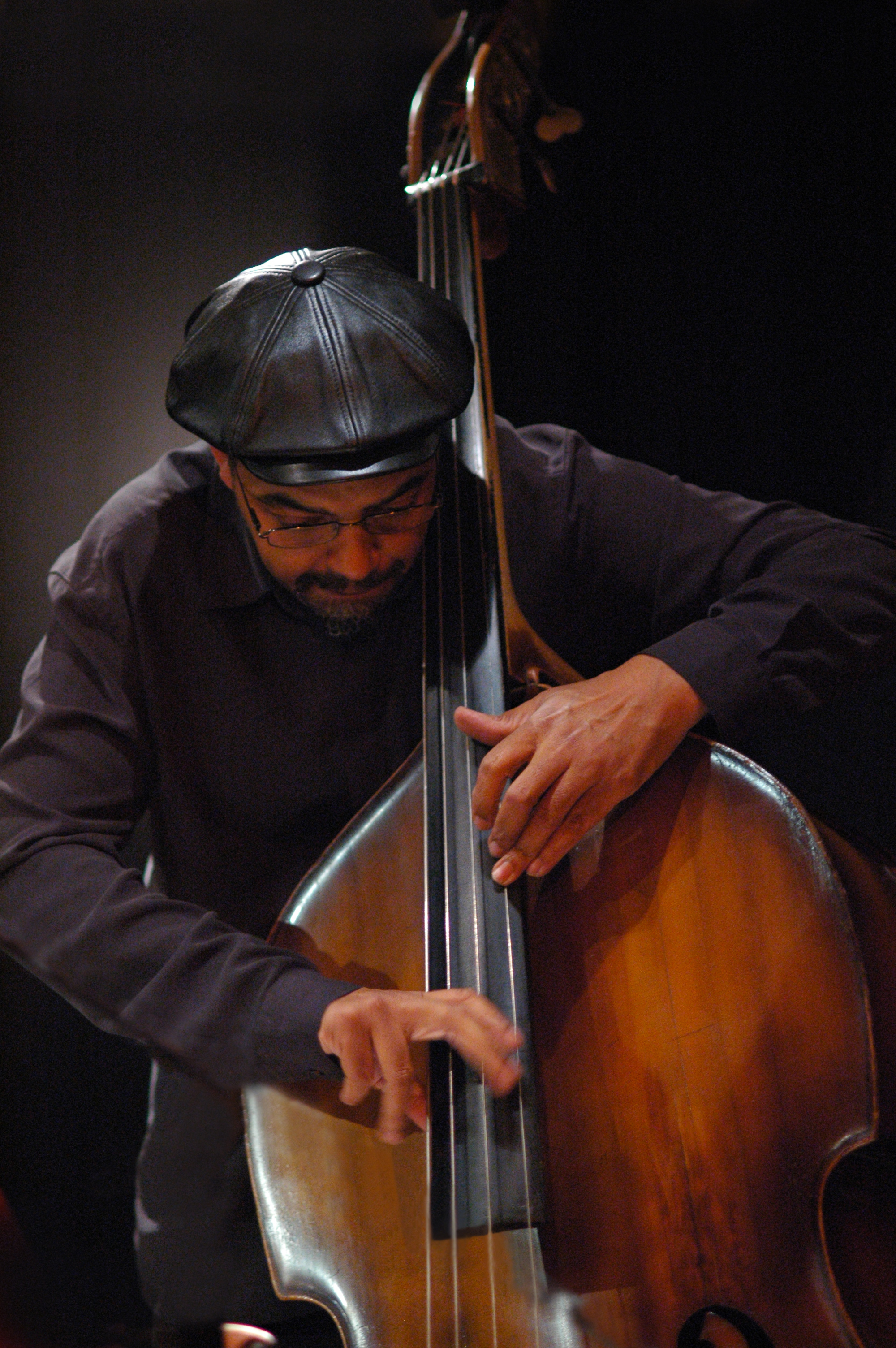
Gary Crosby

Gary Crosby (* 26. Januar 1955 in London) ist ein britischer Bassist des Modern Jazz. Er gilt als einer der führenden Bassisten des Landes.

## Leben und Wirken
Crosby, ein Neffe von Ernest Ranglin, erhielt zunächst seit dem dreizehnten Lebensjahr Trompetenunterricht, bevor er zum Kontrabass wechselte; ab 1974 nahm er Unterricht bei Peter Ind.
Er spielte zunächst mit Ed Bentley und Ray Carless. In den frühen 1980er Jahren war er Gründungsmitglied der Bigband Jazz Warriors. Seitdem tourte er mit Courtney Pine, Steve Williamson, Orphy Robinson oder Denys Baptiste durch Europa, trat aber auch mit durchreisenden Musikern wie Larry Coryell, Art Farmer, Gary Bartz oder Sonny Fortune auf. Er leitet seine Bands Nu Troop und Jazz Jamaica (einschließlich der Jazz Jamaica All Stars), mit denen er auch auf den internationalen Festivals konzertierte. 1991 gründete er die Tomorrow's Warriors, die der Nachwuchsausbildung dienen, und 1997 das Label Dune Records. Er nahm auch mit John Stevens auf.

## Preise und Auszeichnungen
2007 erhielt Crosby für seine Verdienste um den Jazz einen BBC Jazz Award; für seinen stimmigen Beitrag zur Musik Jamaicas wurde er 2002 auf dem Ocho Rios Jazz Festival in die Jamaica Hall of Fame aufgenommen. 2009 wurde er wegen seiner musikalischen Verdienste mit dem Order of the British Empire ausgezeichnet. Für seine Tätigkeit mit den Tomorrow’s Warriers erhielt er 2012 Parliamentary Award for Jazz Education. 2018 wurde er mit der Queen’s Medal for Music ausgezeichnet; er ist der erste Jazzmusiker, dem diese Ehre zuteilwurde.

## Lexikalischer Eintrag
- Ian Carr, Digby Fairweather, Brian Priestley: The Rough Guide to Jazz. Rough Guides, London 2004, ISBN 1-84353-256-5.